# 北見市立瑞穂小中学校
北見市立瑞穂小中学校（きたみしりつみずほしょうちゅうがっこう）は、北海道北見市にあった公立の小学校及び中学校併置校である。

## 概要
旧留辺蘂町（現･北見市）瑞穂地区の小中併設校。留辺蘂町の北部、佐呂間町、遠軽町との境の山間に位置し、国指定のへき地学校である。2006年までは瑞穂小学校、瑞穂中学校として独立していたが、北見市との合併を機に現校名に改称。
1998年より地元の「まきばの里山村留学推進協議会」が主体となって、山村留学の受け入れを開始。これまでに親子留学、里親留学などで10組以上の児童、家族を受け入れている。
2008年には開校100周年を迎えた。

## 沿革
- 1907年（明治40年） - 仮教室が開校
- 1908年 - 常呂郡野付牛村相内尋常高等小学校所属佐路閒特別教授所となる。
- 1947年 - 留辺蘂町立瑞穂小学校と改称。隣接して瑞穂中学校を併置。
- 1996年 - まきばの里山村留学推進協議会が発足。
- 1998年 - 山村留学開始。初年度は里親留学児童1名、親子留学児童2名を受け入れ。
- 2000年 - 中学校卓球部が全国中体連卓球大会に出場。以後、全国レベルの大会常連校となる。
- 2006年 - 北見市との広域合併にともない、北見市立瑞穂小中学校に改称。
- 2018年3月31日 - 閉校。